# اندیس محلاتی ۳
محلاتی ۳ یک اندیس فلزی است که در حوالی شهر دورکان استان کرمان قرار دارد و مادهٔ معدنی موجود در آن، مس است. سنگ میزبان این اندیس داسیت است و دیرینگی آن به دوران کرتاسه می‌رسد. در این اندیس، پاراژنز‌های آزوریت، کائولن، گوگرد یافت می‌شوند.